# Château de Taurenne (domaine oléicole)
Pour les articles homonymes, voir Château de Taurenne.
Le domaine de Taurenne, dit « Château de Taurenne », est exploité par la Société civile d'exploitation agricole (SCEA) "La Tortue", entreprise française située à Aups (Var, France).
L’exploitation oléicole d'huile d'olive de Provence AOC, dont une grande partie sur les versants sud de l’espace naturel du parc naturel régional du Verdon. Les terres d'Aups, de Tourtour et de Villecroze se partagent 253 hectares exclusivement consacrés à la culture des oliviers avec, en janvier 2015, environ 10 000 oliviers.

## Géographie
Le domaine de Taurenne se situe à une altitude variant entre 438 m (nivellement général de la France) et 580 m (Ngf) dans le Territoire Haut-Var Verdon. Il s‘étage sur les pentes sud d’un relief matérialisé par le Grand Plan de Canjuers et les crêtes du Grand Margès, deux massifs qui constituent la limite sud du Grand Canyon du Verdon.
Le secteur de Taurenne  correspond à la partie est de la commune d’Aups, dans le périmètre Natura 2000. 
Une grande partie de la propriété se trouve dans l'aire du Parc naturel régional du Verdon.

### La production d’eau et l’irrigation de l’oliveraie

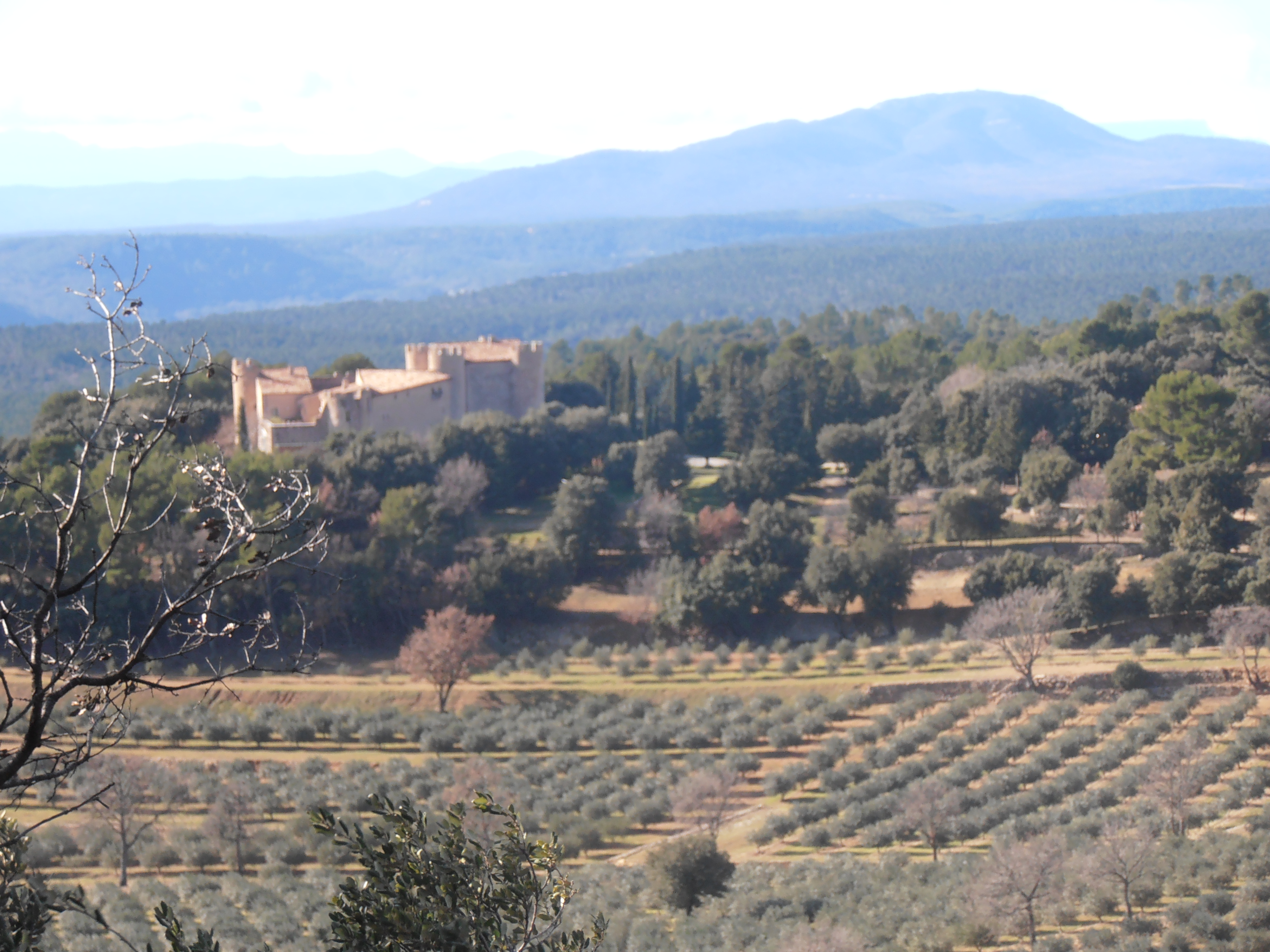
Château de Taurenne et ses oliviers

Seuls quelques bassins alimentés par des sources venant du massif au nord d'Aups ont une vocation agricole. C’est là que l’on retrouve les domaines du château de Taurenne, La Tuilière, le château de Cresson.
La production d’eau du domaine est essentiellement assurée par des sources et par 6 forages, permettant l’irrigation pied à pied, à concurrence de 50  et   80 litres d’eau par semaine pendant la saison chaude. Pour répondre au cahier des charges de l'AOC chaque olivier dispose d'une surface de 30 m2.
Le ruisseau « La Tortue », qui traverse le domaine, a donné son nom de la Société civile d'exploitation agricole qui gère le Domaine.

## Historique
Le Domaine oléicole, recouvre un espace représenté par le périmètre de protection du Château de Taurenne[réf. nécessaire].
La tradition fait état d’une commanderie ayant existé au Domaine de Taurenne, mais aucune preuve ne corrobore actuellement cette thèse car aucune donation de cette terre qui appartenait à la famille de Blacas, coseigneurs d'Aups, n’a été retrouvée, si ce n'est un acte de mars 1201 concernant le castrum de Moissac, signé par Blacas d'Aups,.
La charte signée à la Commanderie du Ruou, en mars 1202, témoigne de ces liens sans que pour autant Blacas, seigneur d'Aups, ne semble se faire templier. Pourtant, comme le souligne le service régional de l’inventaire « D'après Artefeuil, Taurenne fut l'apanage d'une branche cadette de la famille de Blacas à partir de 1497. L'historien Michel Bertrand (écrivain) a d'ailleurs démontré les liens étroits qu'avait la famille de Blacas avec l'Ordre du Temple. En outre, en ce qui concerne la famille Rostan, comme le relève l'association empreintes et traditions du Ruou, les sources sont plus nombreuses : la famille seigneuriale de Comps-sur-Artuby a donné un grand maître de l'ordre de Saint-Jean (Hospitaliers, Arnaud de Comps, élu en 1163, puis Rostan de Mons en 1196...
Taurenne a toujours été un domaine agricole. La famille Gérard en a été propriétaire depuis la fin du XIXe siècle jusqu'aux environs de 1950, et l’olivier était encore présent malgré l’incendie exceptionnel de 1949. Mais comme pour l’ensemble de la région, le grand gel de 1956 et un nouvel incendie, en 1982, furent fatal à son exploitation.
Depuis 1950, la végétation naturelle avait envahi les anciennes parcelles agricoles. Le renouveau et le développement du domaine ont été effectifs avec la plantation de 8 500 arbres dès 2010 et des aménagements sont en cours pour une parcelle supplémentaire de 1 500 arbres. Chaque année les sous bois du verger du domaine sont offerts en pâture aux moutons solution à la fois écologique pour la fertilisation naturelle du sol tout en assurant efficacement la protection contre les incendies.
En 2012, le domaine de Taurenne a investi dans un moulin ultramoderne qui lui permet de maîtriser l’intégralité du processus de production, du verger jusqu’à la mise en bouteille de l’huile. Plus récemment l’accueil du public a été amélioré avec un magasin, chaleureux et agréable, présentant les différents produits à la disposition des visiteurs en leur permettant de déguster les productions, et à partir duquel il est possible de visiter le verger, le moulin et sa cuverie.

## Les productions
Taurenne produit des huiles monovariétales et d’Huile d'olive de Provence AOC. Le rendement est de l’ordre de 16 000 litres pour 90 tonnes d’olives triturées. Les variétés locales, telles que le Bouteillan, l’Aglandau, le Petit ribier, la Grossane ou le Cayon (olive) ont été privilégiées pour leur adaptation au terroir, leur richesse aromatique et leur résistance au climat local (température relativement froide l’hiver et fort mistral) : 
- La Bouteillan est une variété issue du Var, originaire d'Aups, la plus représentée sur le domaine.
- Le « Fruité noir »[18], une huile d’olive vierge très particulière, dont la production inclut une étape préliminaire à la trituration consistant à stocker les olives dans des conditions appropriées et maîtrisées avant l'extraction de l'huile.
- La Frantoio, huile d’olive monovariétale, Vierge extra, est l'une des principales variétés cultivées en Toscane, région centrale d'Italie. Elle est également cultivée sur le domaine pour ses qualités gustatives.

Le principal risque phytosanitaire sur l’Olivier est la « Mouche de l'olive » (Bactrocera oleae). L’olivier est une culture frugale qui nécessite peu ou pas d’apport d’engrais. Contrairement aux zones littorales, les oliveraies du Haut-Var sont moins sensibles car les populations de mouches sont moins nombreuses et moins prolifiques. Les traitements sont donc généralement peu nombreux voire inexistants. C’est pour cela que la plupart des oléiculteurs « Bio » du Var se retrouvent dans ces régions.

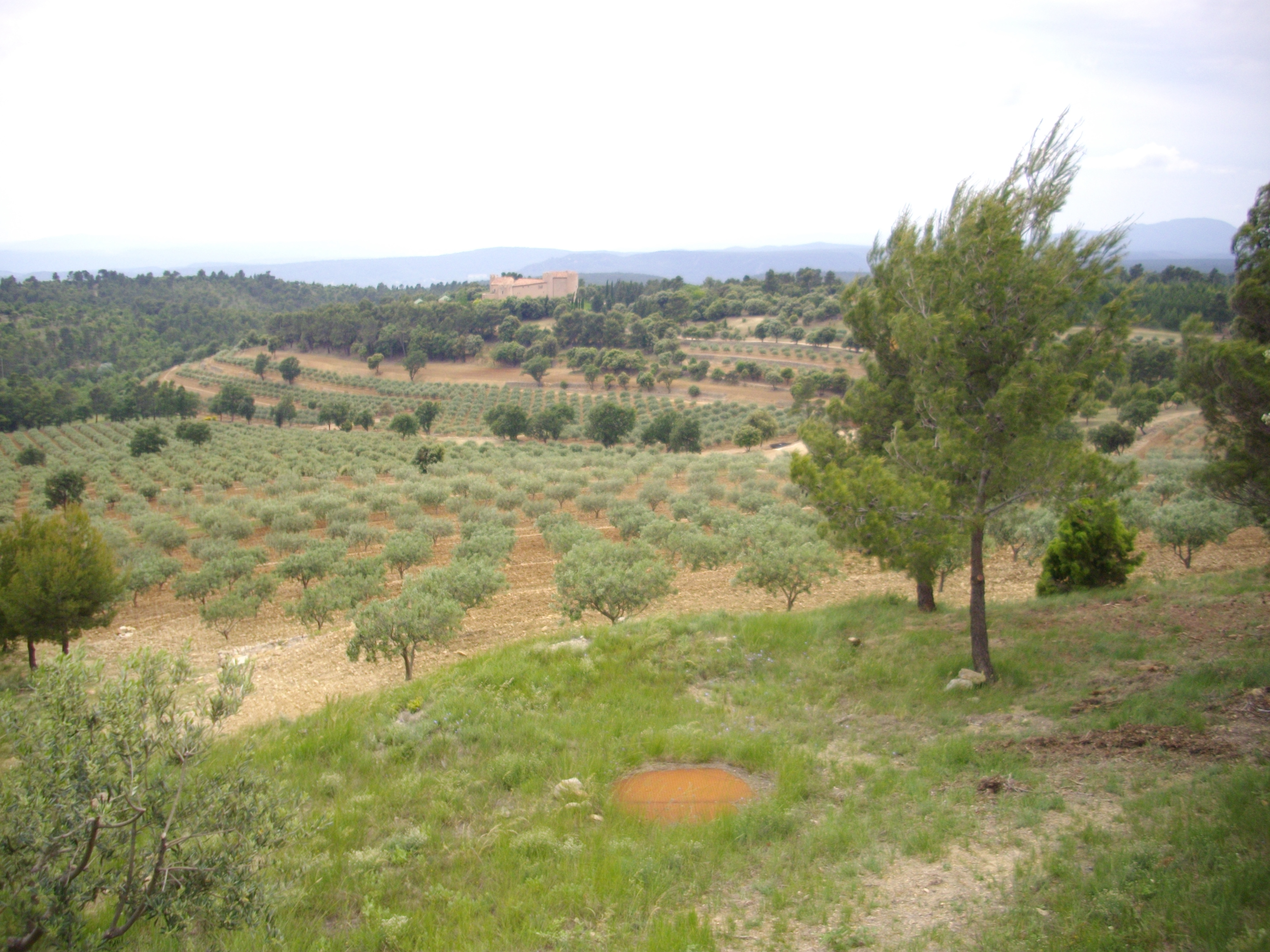
Le Domaine et ses oliviers
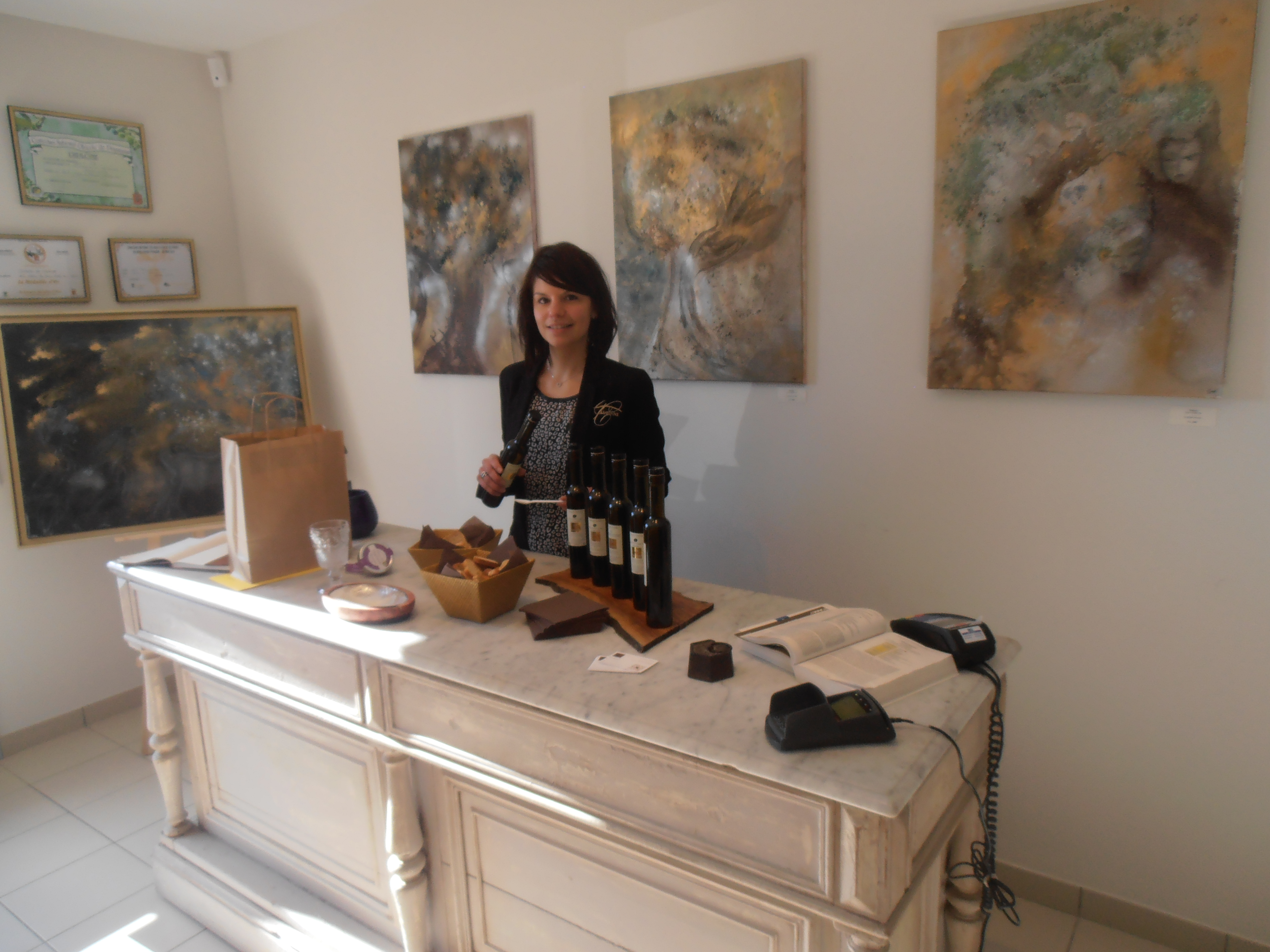
Présentation-dégustation Millésime 2014
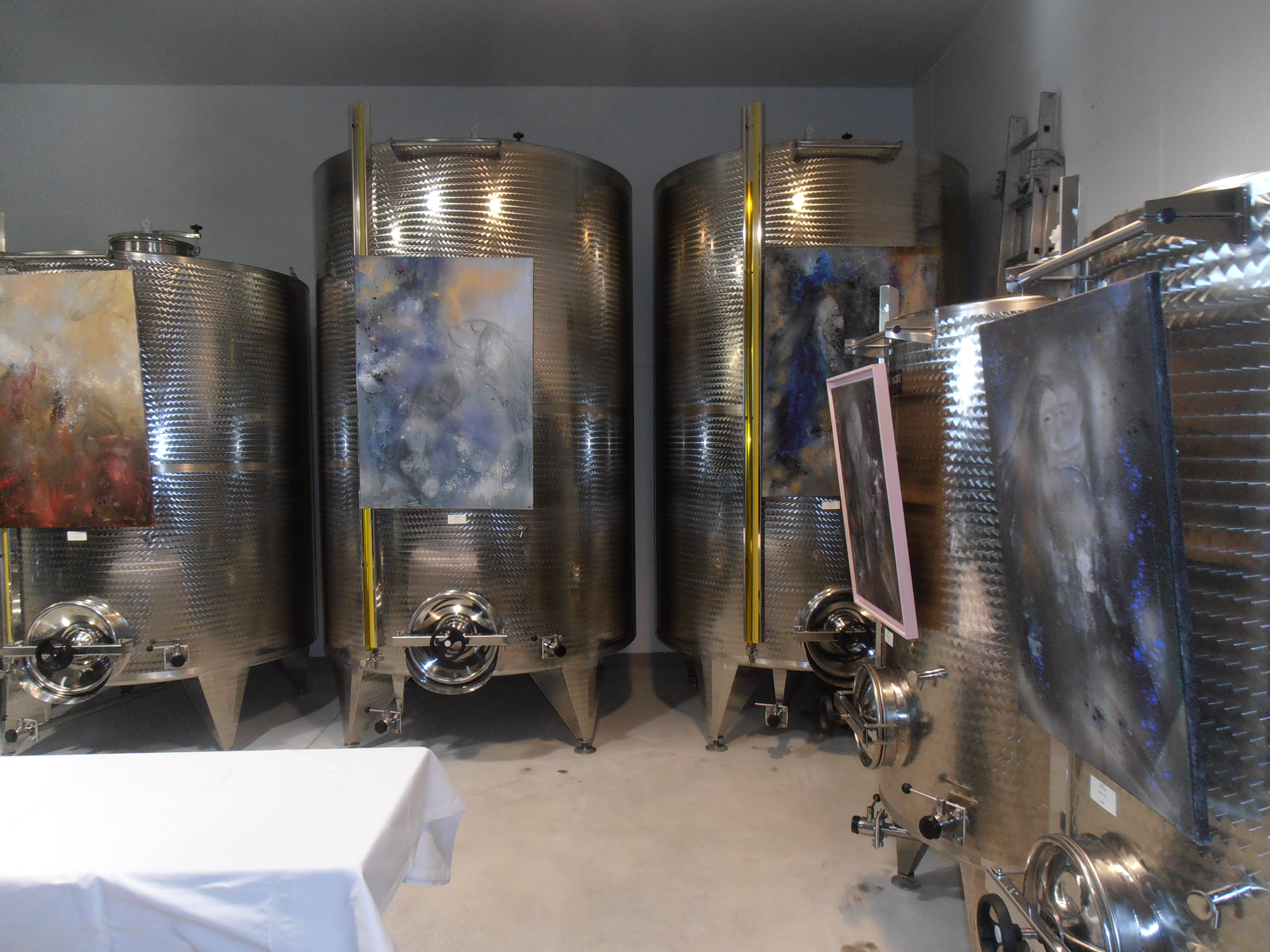
Exposition dans le moulin
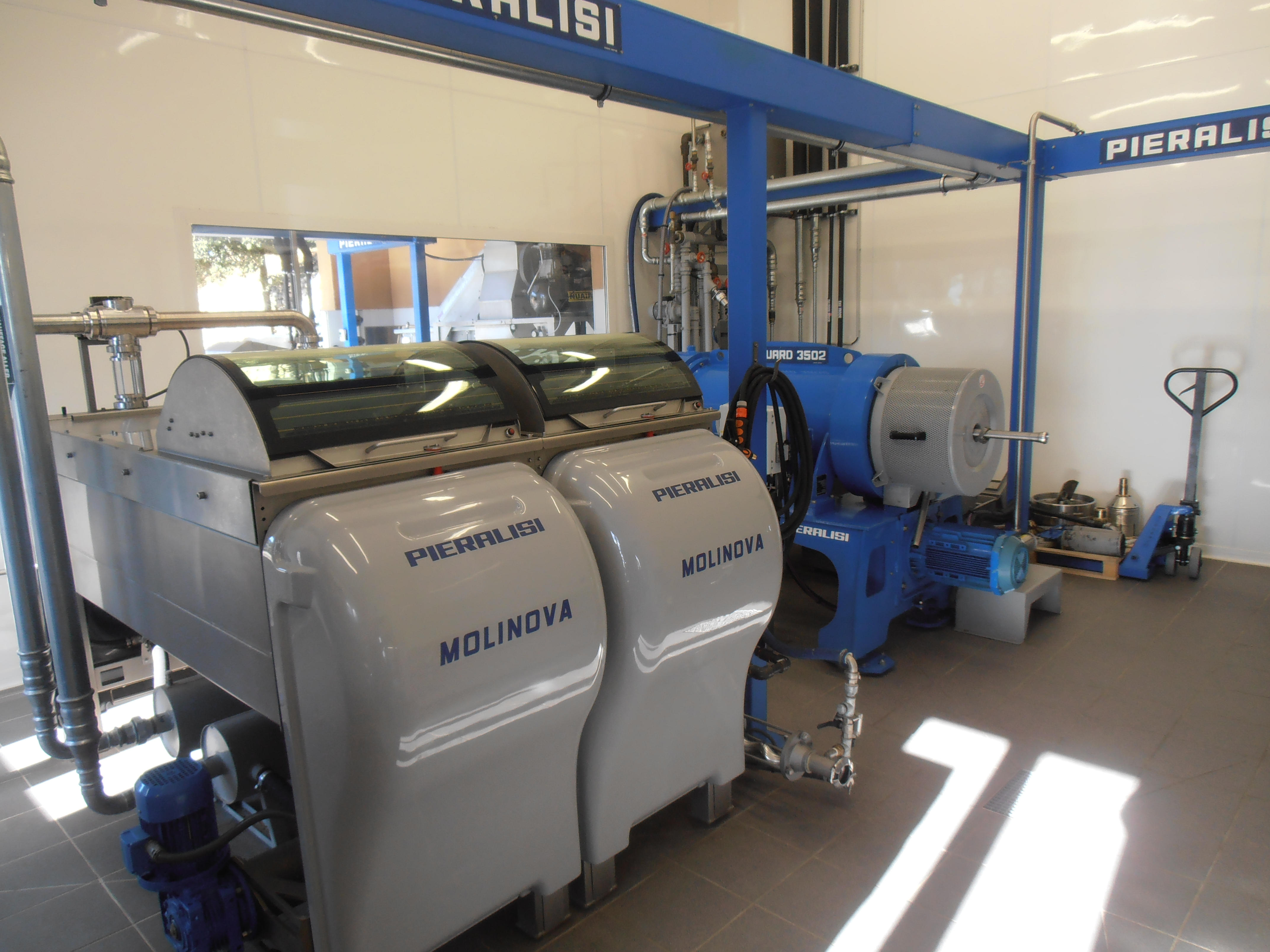
Matériel du moulin

## Manifestations et récompenses
L'Huile d'olive du Château de Taurenne est aujourd'hui parmi les 15 meilleures du monde selon le guide référence FLOS OLEI.
Manifestations
- La dégustation du nouveau millésime des huiles d’olive, le 17 janvier 2015 a été accompagnée, dans le moulin de Taurenne, d’une exposition de l’artiste Laetitia Sarrah [21]  et de la présentation des 11 cépages du « Domaine de Valcolombe » [22] (Coteaux-varois-en-provence).
- Taurenne expose Alain Vagh[23] « Totem de terre arrachée autour de l'olivier d'or », Vernissage le 26 juin 2015. Une installation unique et éphémère jusqu'à fin octobre 2015, avec un concert acoustique de « Peper Soul » et la participation des vins de Château Thuerry[24].
- La journée de l’olive se déroule chaque année le 4e dimanche de mars[25].
- Pepper Soul en concert[26] le 09 août 2015 au Château de Taurenne, avec les vins de Château l'Arnaude[27].
- Exposition de peintures de l'artiste peintre internationale Natalija Vincic du 8 août au 30 septembre 2023.

Médailles d’or
- Au concours national 2014, des huiles d’olive de France, en Appellation d'origine, une médaille d’or catégorie Huile d'olive de Provence AOC Fruité vert, a été décerné le 18 avril 2014, à Nyon (Frôme), au Moulin de Provence[28], [29].
- En 2014, c’est aussi le « Fruité Noir » qui a été récompensé d’une médaille d’or aux concours des huiles d’olive de la région Provence-Alpes-Côte d’Azur et interrégional de Brignoles. La palette aromatique et gustative est large : Bouteillan, Aglandau, Grossane, Cayon, Petit ribier.
- L'Huile d'olive de Provence AOC a obtenu la Médaille d'or au Concours général agricole (CGA) Paris 2020[30].

Médaille d’argent
- AOC, CGA en 2012,
- Sélection du Conseil Général prix «Terre de Var 2014 »[31].